# Koryolink
A Koryolink (koreaiul: 고려링크) egy észak-koreai távközlési szolgáltató. A cég az egyiptomi Orascom Telecom Media and Technology Holding (OTMT) és az állami tulajdonú Korea Post and Telecommunications Corporation (KPTC) vegyesvállalata. A Koryolinket 2008-ban indították, és Észak-Korea első 3G mobilszolgáltatója volt.
A Koryolinknek Phenjanban és további öt városban, valamint nyolc autópálya és vasút mentén van lefedettsége. A hálózaton található telefonszámok előtagja a +850 (0)1912.
Annak ellenére, hogy 3G hálózatról van szó, az észak-koreai felhasználók számára nincs internet-hozzáférés (csak Intranet-hozzáférés).
2013-ban egy ideig külföldiek számára is elérhető volt a mobilinternet-használat viszonylag magas áron.

## Története
Az egyiptomi Orascom 2008 januárjában kapta meg az engedélyt egy 3G mobilhálózat létrehozására Észak-Koreában. A hálózatot kezdetben Phenjanban, a több mint kétmillió lakosú fővárosban telepítették, és ambiciózus tervet tűztek ki, le szerették volna fedni az egész ország területét.

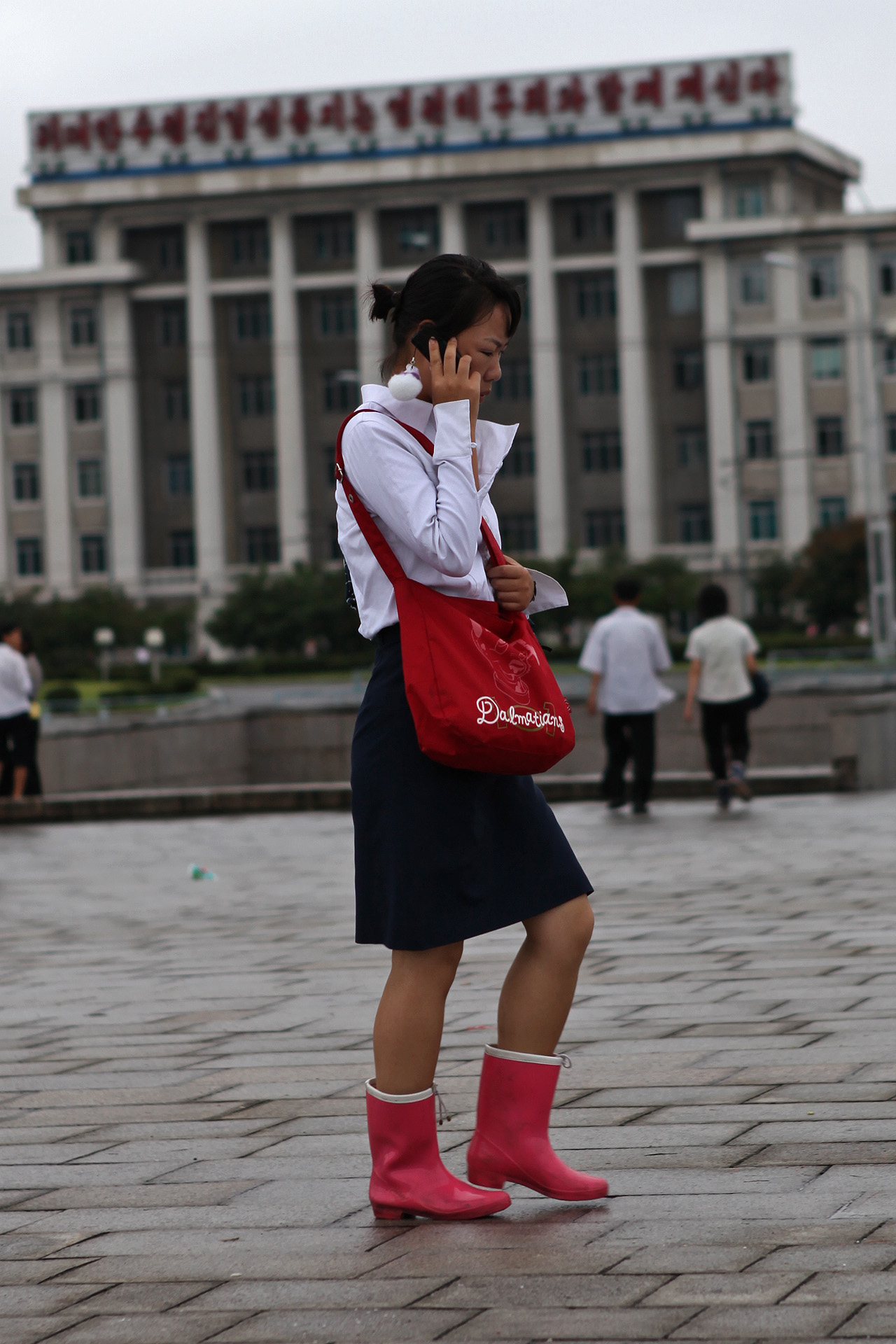
Észak-koreai lány telefonál

Amikor a Koryolink elindult, nem volt kedvező a helyzet az egyiptomi székhelyű Orascom számára, mivel Észak-Korea súlyos nemzetközi szankciók alatt állt a 2006-os nukleáris kísérletek miatt.
A Koryolink 2008 decemberében 5300 előfizetővel indult. Az Orascom 2009 júniusában már 47 873 előfizetőről, majd 2010 decemberében 432 000 előfizetőről számolt be, ami 2011 szeptemberére 809 000-re nőtt. 2012 februárjára pedig meghaladta az egymilliót az előfizetők száma. 2013 áprilisára az előfizetők száma már megközelítette a kétmilliót. 2011-ben a Koryolink előfizetők 99.9%-ához elért a 3G.
2015-ben az előfizetők száma meghaladta a hárommilliót, és a hálózat már nyereséges volt.
Az észak-koreai kormány azonban megtagadta az engedélyt arra, hogy az Észak-Koreából származó nyereség az Orascomé legyen. Sőt a kormány egy második szolgáltatót (Kangsong NET) is elindított, hogy versenyezzen a Koryolinkkel. Ennek eredményeként az Orascom pénzügyi eredményében arról számolt be, hogy elvesztette az irányítást a Koryolink tevékenysége felett.
Miután az ENSZ Biztonsági Tanácsa szigorította az észak-koreai szankciókat, az Orascom 2018 szeptemberében mentességet kapott a szankciók alól.

## Használat a turisták számára
2013. február 26-án a Koryolink mobilinternet-elérést tett lehetővé Észak-Koreába látogató turisták számára, melynek ára $192/2 GB mobilinternet volt.
Körülbelül egy hónappal később, március 29-én ez megszűnt. A Koryolink egyik vezetője kijelentette, hogy a 3G internetelérés továbbra is elérhető lesz bizonyos engedéllyel rendelkezők, például diplomáciai alkalmazottak számára.

## Kormány általi ellenőrzés
Az Orascom szerint az észak-koreai kormány 2009 óta figyeli az összes hálózati tevékenységet. Csak Észak-Koreán belüli hívások engedélyezettek a Koryolink hálózatán, csempészett telefonokat pedig kizárólag a kínai határ túloldalán lehet nemzetközi tárcsázásra használni.
2012 februárjában az észak-koreai kormány tagadta, hogy kitiltotta volna a felhasználókat az internetről Kim Dzsongil gyászidőszakában.
2014 szeptemberében a felhasználók észlelhettek egy kiskaput, amely lehetővé tette a hazai felhasználók számára is, hogy nemzetközi hívásokat és kizárólag turistáknak szánt internet-hozzáférést kapjanak, azonban nem sokkal később ezt a Koryolink kijavította.
2016-ban az Orascom elismerte, hogy az Észak-Korea elleni nemzetközi szankciók miatt problémái vannak a bevételekkel, és kijelentette, hogy megoldást keres erre a problémára.
Felmerült az állami tulajdonú Byollal való egyesülés, de "a létrejövő entitást nem az Orascom irányítaná, ami azt jelenti, hogy az egyiptomi cég már ténylegesen átadná az irányítást a Koryolink felett".

## Fordítás
Ez a szócikk részben vagy egészben  a   Koryolink című angol Wikipédia-szócikk ezen változatának fordításán alapul.  Az eredeti cikk szerkesztőit annak laptörténete sorolja fel. Ez a jelzés csupán a megfogalmazás eredetét és a szerzői jogokat jelzi, nem szolgál a cikkben szereplő információk forrásmegjelöléseként.